# Spiroid

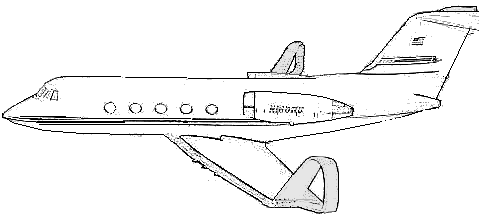
Spiroid an einem Flugzeug

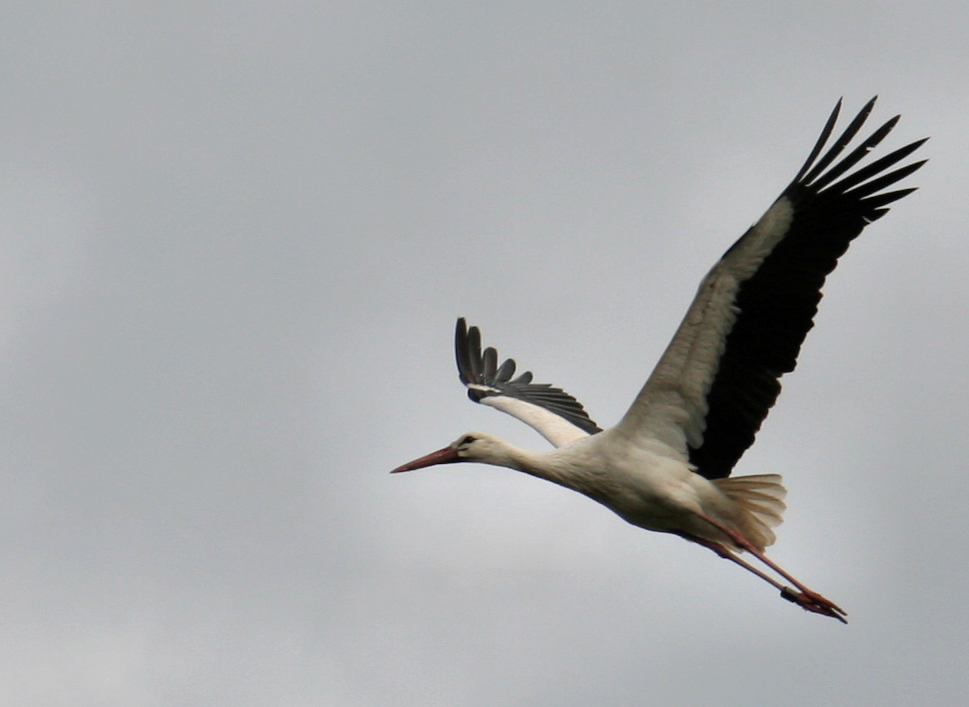
Storch im Flug

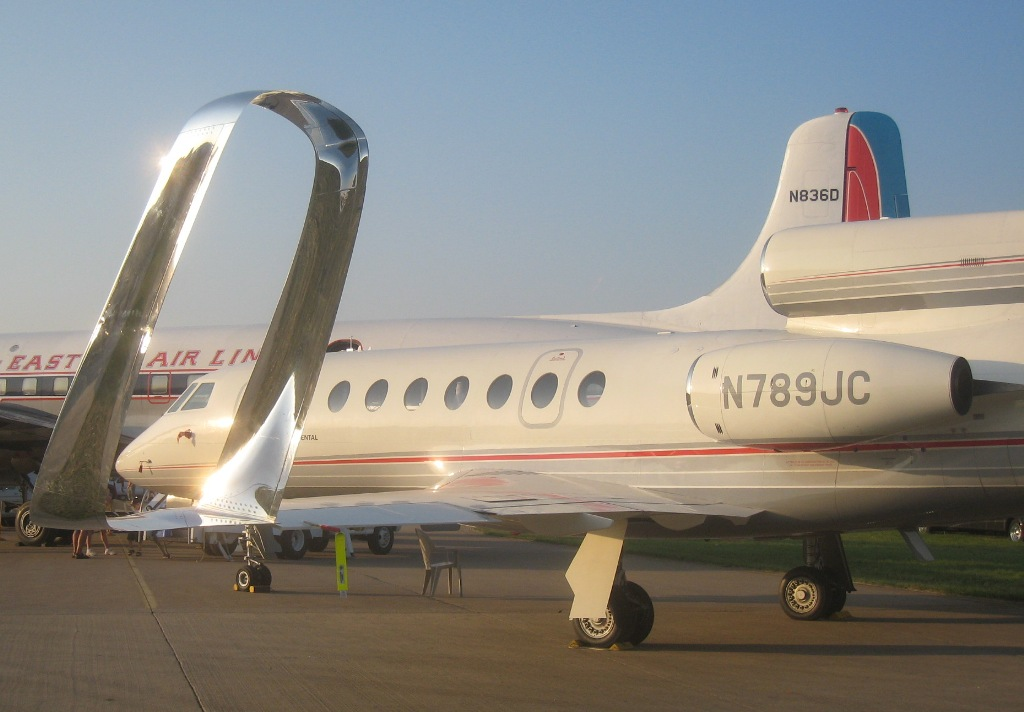
Dassault Falcon 50, Versuchsträger

Ein Spiroid (auch: Split-wing loop) ist ein Konstruktionsdetail an den Tragflächen eines Flugzeugs, das der Verringerung des induzierten Luftwiderstands dient. Es stellt eine bisher noch im Entwicklungsstadium befindliche Weiterentwicklung des in den letzten Jahren zunehmend verbreiteten Winglet dar. Spiroids sind eine der klassischen Beispiele der Bionik, also der Übernahme technischer Konzepte aus der Natur in die technische Forschung und Entwicklung.

## Prinzip und Form
Im Gegensatz zu Winglets, die nur eine um ca. 45° bis 90° (je nach Bauform) abgewinkelte Verlängerung der Tragfläche darstellen, sind Spiroids als geschlossener Ring am Ende der Tragfläche ausgeführt.

Entwicklung von Winglet zu Spiroid

Die Bionik konnte zeigen, dass eine mehrfache Aufspreizung der Flügelenden bei Vögeln zu einer verbesserten Flugleistung der Flügel führt. Es kommt dabei zu einer Verringerung des induzierten Luftwiderstands des Tragflügels. Der induzierte Luftwiderstand entsteht entlang der gesamten Spannweite durch Umlenkung des Fahrtwindes nach unten zwecks Auftriebserzeugung.
Daneben entsteht auf Grund des Druckunterschieds zwischen Ober- und Unterseite der Tragfläche ebenfalls eine seitliche Umlenkung. Im Gegensatz zur senkrechten Umlenkung produziert sie jedoch keinen Auftrieb, sondern nur Randwirbel. Diese nutzlose seitliche Umlenkung gilt es daher gering zu halten. Die einfachste Umsetzung auf Flugzeugtragflächen führte zunächst zur Entwicklung der Winglets. Durch die Erzeugung von mehreren kleinen Randwirbeln wie bei den Vögeln kann die Verlustenergie weiter deutlich herabgesetzt werden. Die Anzahl an Winglets lässt sich aber nicht beliebig vermehren, da dann der Reibungswiderstand zu groß würde. Das Weglassen der inneren Winglets führte dann zur Entwicklung der Spiroids, die praktisch die Hüllkurve der Multiwinglets darstellen.
Die Form der Spiroids verspricht in ersten Versuchen eine weitere Kraftstoffersparnis von ca. zehn Prozent im Vergleich zu bisherigen Winglets bei nochmals verbesserten Flugeigenschaften, speziell im Steigflug. Die Kraftstoffersparnis wird über eine weitere Reduzierung der Wirbelschleppen erreicht. Die Verringerung der Wirbelschleppen, die entscheidend die Anzahl an Flugbewegungen begrenzen, ermöglicht auch eine verkürzte Distanz zwischen startenden bzw. landenden Flugzeugen und damit eine intensivere Nutzung der vorhandenen Start- und Landebahn-Kapazitäten.